# El Palmar (Guatemala)
Pour les articles homonymes, voir El Palmar.
El Palmar est une ville du Guatemala, située dans le département de Quetzaltenango. Lors du recensement de 2002, la population était de 11 875 habitants.